# Tierra Buena
Tierra Buena és una concentració de població designada pel cens dels Estats Units a l'estat de Califòrnia. Segons el cens del 2004 tenia 5.436 habitants.

## Demografia
Segons el cens del 2000, Tierra Buena tenia 4.587 habitants, 1.598 habitatges, i 1.289 famílies. La densitat de població era de 516,3 habitants/km².
Dels 1.598 habitatges en un 35,7% hi vivien nens de menys de 18 anys, en un 68,6% hi vivien parelles casades, en un 8% dones solteres, i en un 19,3% no eren unitats familiars. En el 14,8% dels habitatges hi vivien persones soles el 6,9% de les quals corresponia a persones de 65 anys o més que vivien soles. El nombre mitjà de persones vivint en cada habitatge era de 2,87 i el nombre mitjà de persones que vivien en cada família era de 3,16.
Per edats la població es repartia de la següent manera: un 26,7% tenia menys de 18 anys, un 6,5% entre 18 i 24, un 26,8% entre 25 i 44, un 26,6% de 45 a 60 i un 13,4% 65 anys o més.
L'edat mediana era de 38 anys. Per cada 100 dones de 18 o més anys hi havia 97,8 homes.
La renda mediana per habitatge era de 52.358 $ i la renda mediana per família de 59.009 $. Els homes tenien una renda mediana de 38.897 $ mentre que les dones 30.372 $. La renda per capita de la població era de 20.998 $. Entorn del 5,2% de les famílies i el 7,2% de la població estaven per davall del llindar de pobresa.

## Poblacions més properes
El següent diagrama mostra les poblacions més properes.